# Inter-County Championships
Die Inter-County Championships waren im Badminton in England Mannschaftsmeisterschaften, in denen Teams der Countys gegeneinander antraten. Sie wurden seit 1930 ausgetragen. 1996 wurden sie von der Premier Division abgelöst. Von 1937 an gab es auch eine Division Two, in welcher bis 1948 nur die zweiten Teams der Countys gegeneinander antraten. Für Altersklassen ab 40 Jahren  (Veterans) gibt es weiterhin Inter-County Championships (Over 40 seit 1986, Over 45 seit 1986, Over 50 seit 1987, Over 55 seit 1993, Over 60 seit 1996, Over 65 seit 2003 und Over 70 seit 2010). Zusätzlich wird für die Altersklassen von O40 bis O60 seit 2000 eine Veterans Inter-County League ausgetragen, welche 2004 um die Altersklasse O65 ergänzt wurde.

## Die Sieger und Finalisten
| Saison    | Finalort          | Sieger                 | Finalist          | Ergebnis          |
| --------- | ----------------- | ---------------------- | ----------------- | ----------------- |
| 1930/31   | York              | Middlesex              | Northumberland    | 13-2              |
| 1931/32   | Birkenhead        | Middlesex              | Cheshire          | 11-5              |
| 1932/33   | Newcastle         | Middlesex              | Northumberland    | 13-3              |
| 1933/34   | Birkenhead        | Cheshire               | Middlesex         | 9-7               |
| 1934/35   | Birkenhead        | Middlesex              | Cheshire          | 13-3              |
| 1935/36   | Alexandra Palace  | Middlesex              | Cheshire          | 12-4              |
| 1936/37   | Wallasey          | Middlesex              | Cheshire          | 11-5              |
| 1937/38   | Southend          | Lancashire             | Sussex            | 8-8 (19-18)       |
| 1938/39   | Birkenhead        | Middlesex              | Cheshire          | 8-8 (21-18)       |
| 1939 1946 | nicht ausgetragen | nicht ausgetragen      | nicht ausgetragen | nicht ausgetragen |
| 1946/47   |                   | Cheshire und Middlesex |                   | kein Finale       |
| 1947/48   | Leicester         | Yorkshire              | Surrey            | 9-7               |
| 1948/49   | Wimbledon         | Cheshire               | Surrey            | 11-5              |
| 1949/50   | Birkenhead        | Cheshire               | Surrey            | 8-8 (21-17)       |
| 1950/51   | Barnt Green       | Middlesex              | Cheshire          | 9-6               |
| 1951/52   | Stamford Hill     | Cheshire               | Middlesex         | 11-4              |
| 1952/53   | Nottingham        | Middlesex              | Cheshire          | 9-6               |
| 1953/54   | Northampton       | Kent                   | Cheshire          | 9-6               |
| 1954/55   | Wimbledon         | Surrey                 | Cheshire          | 12-3              |
| 1955/56   | Lytham            | Surrey                 | Lancashire        | 10-5              |
| 1956/57   | Wimbledon         | Surrey                 | Lancashire        | 13-2              |
| 1957/58   | Paisley           | Surrey                 | West Of Scotland  | 9-6               |
| 1958/59   | Wimbledon         | Surrey                 | Cheshire          | 12-3              |
| 1959/60   | Paisley           | Kent                   | West Of Scotland  | 13-2              |
| 1960/61   | Wimbledon         | Surrey                 | Lancashire        | 11-4              |
| 1961/62   | Wimbledon         | Surrey                 | West Of Scotland  | 12-3              |
| 1962/63   | Wimbledon         | Surrey                 | Lancashire        | 12-3              |
| 1963/64   | Leyton            | Essex                  | West Of Scotland  | 10-5              |
| 1964/65   | Birkenhead        | Surrey                 | Cheshire          | 11-4              |
| 1965/66   | Wimbledon         | Surrey                 | Lancashire        | 15-0              |
| 1966/67   | Bradford          | Surrey                 | Yorkshire         | 13-2              |
| 1967/68   | Wimbledon         | Surrey                 | Yorkshire         | 15-0              |
| 1968/69   | Birkenhead        | Surrey                 | Cheshire          | 10-5              |
| 1969/70   | Wimbledon         | Surrey                 | West Of Scotland  | 14-1              |
| 1970/71   | Guildford         | Surrey                 | West Of Scotland  | 14-3              |
| 1971/72   | Redbridge         | Surrey                 | Essex             | 9-8               |
| 1972/73   | Wimbledon         | Surrey                 | Essex             | 12-5              |
| 1973/74   | Redbridge         | Surrey                 | Essex             | 9-8               |
| 1974/75   | Harrow            | Surrey                 | Kent              | 9-8               |
| 1975/76   | Lytham            | Lancashire             | Kent              | 10-7              |
| 1976/77   | Redbridge         | Essex                  | Lancashire        | 10-7              |
| 1977/78   | Southampton       | Essex                  | Hampshire         | 9-8               |
| 1978/79   | Sheffield         | Lancashire             | Yorkshire         | 10-7              |
| 1979/80   | Atherton          | Lancashire             | Yorkshire         | 11-6              |
| 1980/81   | Folkestone        | Lancashire             | Kent              | 9-8               |
| 1981/82   | Huddersfield      | Surrey                 | Yorkshire         | 11-6              |
| 1982/83   | Wimbledon         | Surrey                 | Lancashire        | 10-7              |
| 1983/84   |                   | Surrey                 |                   | kein Finale       |
| 1984/85   |                   | Surrey                 |                   | kein Finale       |
| 1985/86   | Preston           | Lancashire             | Surrey            | 9-8               |
| 1986/87   | Redbridge         | Essex                  | Surrey            | 10-7              |
| 1987/88   | Wimbledon         | Surrey                 | Essex             | 13-4              |
| 1988/89   | Redbridge         | Surrey                 | Essex             | 9-8               |
| 1989/90   | Wimbledon         | Surrey                 | Essex             | 13-4              |
| 1990/91   | Barnsley          | Surrey                 | Yorkshire         | 12-5              |
| 1991/92   | Bricket Wood      | Hertfordshire          | Worcestershire    | 12-3              |
| 1992/93   | Kidderminster     | Surrey                 | Lothian           | 9-6               |
| 1993/94   | Burton-upon-trent | Surrey                 | Yorkshire         | 8-7               |
| 1994/95   | Barnsley          | Essex                  | Yorkshire         | 10-5              |
| 1995/96   | Redbridge         | Essex                  | Yorkshire         | 15-0              |